# Molophilus (Molophilus) canopus
Molophilus (Molophilus) canopus is een tweevleugelige uit de familie steltmuggen (Limoniidae). De soort komt voor in het Neotropisch gebied.